# 女子アナの深夜はおまかせ!
女子アナの深夜はおまかせ!（じょし - しんや - ）は、西日本放送で2010年1月13日から9月29日まで水曜日深夜24:29 - 24:59（JST）に放送されていたバラエティ番組。

## 出演者
- 野口恵
- 菊池優
- 磯部恵美

## 概要
- メインの出演者は2008年入社の野口恵、菊池優、磯部恵美の3人のアナウンサー。
- 前半は3人のうち1人が登場するロケ物、後半は3人揃ってのトークコーナー「プライベートルーム」の2本が主軸である。
- 2月4日まではそれぞれの仕事ぶりをデジカメで別の女子アナが撮るスタイルだった。
- アナログ放送では16:9レターボックスサイズで放送されている。

## 主なコーナー

### ○○はおまかせ!
- 2月11日よりスタートしたロケコーナー。一人の女子アナがスタッフから渡された指令書をもとに様々なことに挑戦する。

### プライベートルーム
- 3人がテーマを基にトークをするコーナー。スタジオから放送されるまでは副調整室や会議室などで収録されていた。